# Represión republicana en Madrid durante la guerra civil española
La represión republicana en Madrid durante la guerra civil española consistió en la serie de medidas aplicadas contra los presuntos enemigos de la República en la ciudad de Madrid durante el conflicto bélico entre 1936 y 1939. Las acciones represivas fueron realizadas por los servicios estatales, por las milicias de partidos y por órganos híbridos. Algunas actividades represivas se llevaron a cabo siguiendo los procedimientos legales y la vía judicial; otras bordearon la legalidad o se la saltaron claramente. Las acciones represivas legalmente sancionadas incluyeron ejecuciones, expropiaciones, multas, despidos, cárcel, trabajos forzados o pérdida de los derechos civiles; la violencia extrajudicial, sin embargo, supuso ejecuciones, violaciones, mutilaciones, torturas, humillaciones, encarcelamientos, destrozos y robos. El punto álgido de la represión se alcanzó en la segunda mitad de 1936, aunque continuó hasta el término de la Guerra Civil en 1939. 
La magnitud de la represión sigue sin estar clara. Las cifras recopiladas de procedencia diversa indican que se detuvo al menos a 18.000 personas en 1936. El número de ejecutados es incierto; un par de listas recopilatorias de datos contienen entre 9.000 y 11.500 nombres. Los historiadores no se ponen de acuerdo en la mayoría de los temas relacionados con las represiones de la Guerra Civil, incluida la represión en Madrid durante 1936-1939.

## La organización

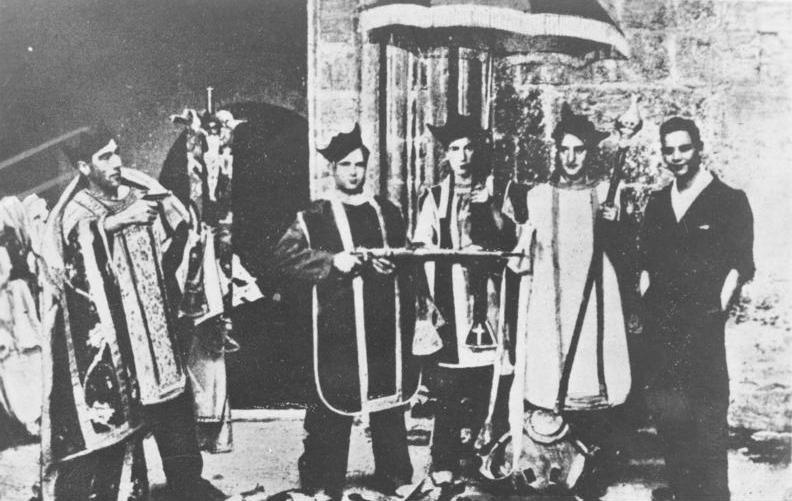
Milicianos en Madrid en el año 1936

Al estallar la Guerra Civil Española, en Madrid operaban tres formaciones policiales, todas ellas informando al Ministro del Interior: la Guardia Civil, la Guardia de Asalto y la policía. La Guardia Civil quedó inicialmente afectada por una purga importante y se reformó. Pero a fines de agosto de 1936 es suprimida y reemplazada por un nuevo servicio, la Guardia Nacional Republicana (GNR). El reclutamiento para la GNR comenzó pronto, pero la Guardia no jugó un papel importante en las ejecución de medidas represivas; a finales de 1936 ya estaba en marcha esta nueva formación de orden público general; La Guardia de Asalto continuó operativa, pero sus unidades en Madrid fueron desplegadas en el frente para luchar contra las fuerzas rebeldes y, por tanto,  apenas actuaron en Madrid. La policía, y especialmente su oficina de investigación, el Cuerpo de Investigación y Vigilancia (CIV), desde su inicio sufrió cambios importantes. Supervisada por la Dirección General de Seguridad (DGS), la oficina de seguridad dentro del Ministerio del Interior, los cambios consistieron en purgas masivas por un lado y reclutamientos masivos por otro. Dirigida por miembros militantes nuevos provenientes de partidos revolucionarios, algunos unidades de los CIV como la brigada Atadell, la Brigada del Amanecer o Los Linces de la República se convirtieron en los instrumentos para imponer el orden republicano durante la guerra en Madrid.
El estallido de las hostilidades y especialmente la decisión de entregar armas a los civiles, en su mayoría miembros de partidos y sindicatos, supuso la rápida proliferación de milicias armadas, que no siempre estaban afiliadas a organizaciones políticas. Durante los primeros meses de la guerra eclipsaron con mucho a las formaciones estatales en términos de conformar el ambiente de orden público en Madrid, pero debido a su organización improvisada, naturaleza efímera y modus operandi improvisado esta vasta fuerza no puede describirse como un sistema estructurado. Estos grupos fueron más conocidos por los puestos de detención e interrogatorio, comúnmente conocidos como checas; cuyo número rondó las 350, unas 4 por kilómetro cuadrado y una por cada 3.000 habitantes; la mayoría habían desaparecido a inicios del año 1937. Aunque hubo algunos enfrentamientos entre los milicianos y las unidades oficiales de orden público, en general, estas últimas evitaron desafiar a los milicianos. Ambos desarrollaron una especie de colaboración, por ejemplo,  los milicianos utilizaron registros oficiales de la policía para identificar y localizar a sospechosos, a veces se entregaban a los detenidos a la DGS o, mucho más frecuentemente, se los llevaban de las cárceles a las comisarías de policía etc. Se sospecha que, excepcionalmente, las unidades militares de primera línea también pudieron haber participado en acciones contra la presunta conspiración antirrepublicana.
En agosto de 1936, la DGS, de acuerdo con los principales partidos, decidió crear un nuevo organismo, el Comité Provincial de Investigación Pública (CPIP). Un servicio de vigilancia policial dirigido por una junta formada por delegados de los partidos, La misión de la CPIP era frustrar los complots antirrepublicanos y arrestar a las personas implicadas. En teoría, debían ser trasladadas a la DGS para una mayor investigación; pero en la práctica, el órgano de filtrado interno del CPIP, establecido para procesar a los detenidos, tenía competencia para ejecutarlas. Durante sus casi 100 días de funcionamiento, el CPIP fue el organismo clave de aplicación de la ley antes del decreto de disolución de principios de noviembre de 1936, aunque algunas unidades continuaron operando algún tiempo después. Otro cuerpo nuevo, mucho menos importante, fue la Inspección General de Milicias (IGM). También creada en agosto de 1936, era una oficina del ejército, supuestamente coordinada logística y financieramente con las milicias de los partidos, pero que también operaba con su propia Sección de Investigación; La IGM se disolvió en noviembre de 1936. En septiembre de 1936, el Ministerio del Interior estableció su propia unidad diseñada para coordinar las actividades de los milicianos, las Milicias de Vigilancia de la Retaguardia (MVR), un híbrido entre la fuerza policial estatal y las milicias; inicialmente poco activo, más tarde la MVR reclutó hombres del suprimido CPIP para cobrar impulso; algunas de sus secciones se volvieron muy activas antes de que fuera suprimida la MVR, incluidas las unidades de la milicia aún operativas, en diciembre de 1936.

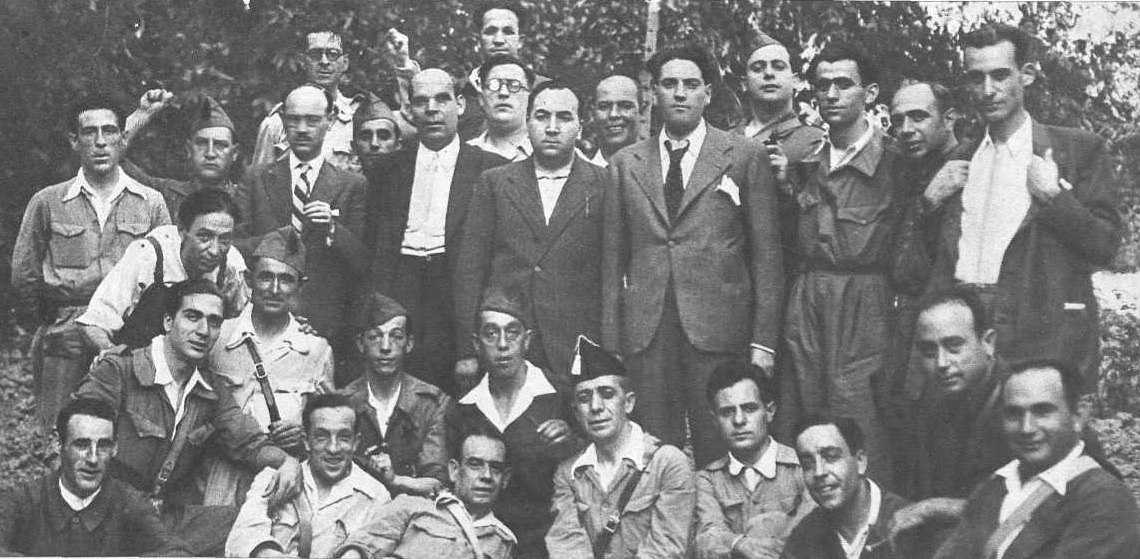
unidad CIV

En diciembre de 1936 se hizo público que todas las formaciones policiales - Guardia de Asalto, GNR, CIV, MVR, IGM - se fusionaría en un nuevo servicio, el Cuerpo de Seguridad (CS). De sus dos ramas, Grupo Uniformado y Grupo Civil, esta última contenía la Sección de Investigaciones Especiales; este servicio de investigación no uniformado se convirtió en la columna vertebral de las estructuras policiales dirigidas por el Ministerio del Interior. Sin embargo, en junio de 1937, el mismo ministerio creó en la DGS una unidad llamada Departamento Especial de Información del Estado (DEDIDE), básicamente una agencia de contrainteligencia, que también en Madrid tenía su propia red operativa. Dos meses después, en agosto de 1937, el Ministerio de la Guerra creó una nueva organización que, se supone, debía reunir todas las actividades de espionaje, contraespionaje e información: el Servicio de Investigación Militar (SIM). A partir de ese momento, el SIM se convirtió en el instrumento estatal clave en la lucha contra las posibles conspiraciones. En marzo de 1938 incorporó al disuelto DEDIDE. Las unidades de inteligencia del ejército, como la Sección Dos del Estado Mayor, más tarde conocida como Servicio de Información del Estado Mayor (SIEM), continuaron operando de manera independiente, pero hasta fines de 1936 o principios de 1937, cuando los Servicios Especiales de contraespionaje militar estaban muy activos, no participaron en el sistema de orden público de Madrid.

## El modus operandi

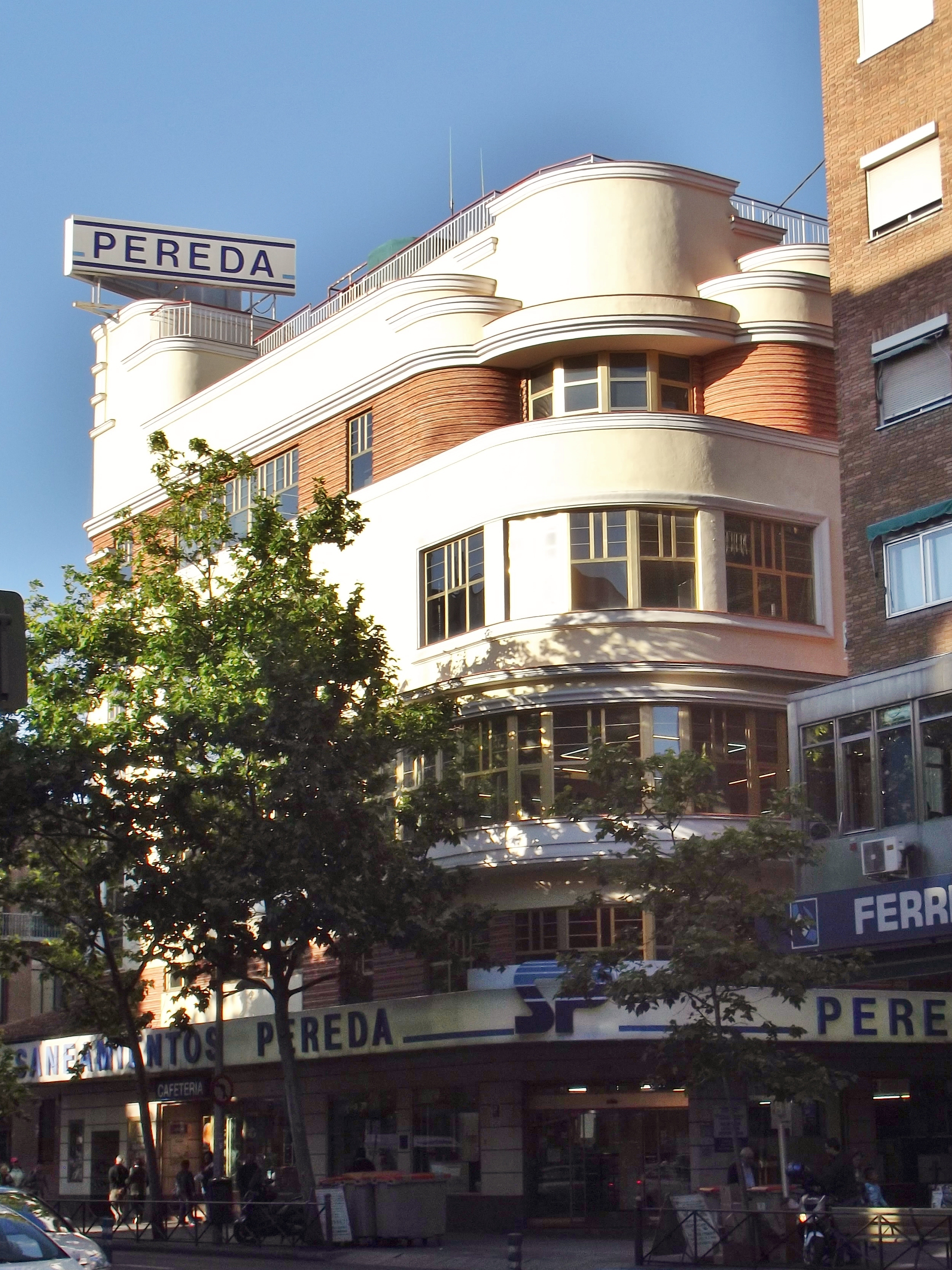
Cine Europa en el cual se albergó una checa

Las unidades para el orden público en la zona republicana se valieron de varios métodos en su búsqueda de sospechosos. Los métodos usuales para localizar sospechosos fueron las confidencias y las denuncias, ya fueran procedentes de individuos que cooperan con la seguridad, de los representantes sindicales del sindicato UGT o de madrileños que no estaban relacionados con la red policial. Otro método fue la búsqueda sistemática, por lo general basada en los archivos de las oficinas de antes de la guerra, como los departamentos de policía, o los documentos obtenidos en las dependencias de los partidos o en las instituciones de derechas. Un método más era la vigilancia callejera. Finalmente, ciertas unidades estaban especializadas en preparar trampas, como la falsa embajada de Siam o la trampa del Túnel de Usera.
Algunas personas detenidas fueron ejecutadas en el momento o poco después, a veces maltratadas antes de la morir. Sin embargo, muchas de ellas terminaron en algún tipo de encarcelamiento: en prisiones, arrestados en comisarías de policía o en centros de detención operados por varios grupos, generalmente en antiguos conventos u otros grandes edificios que habían sido adaptados Parece que el encarcelamiento generalmente duraba pocos meses, aunque hubo casos de larga detención. A la detención le seguía el interrogatorio. Dependiendo del resultado de este, los detenidos podrían ser puestos en libertad, trasladados a otra unidad de detención, por ejemplo, del CPIP a la DGS, dejados bajo custodia a la espera de ser presentados ante un tribunal o seleccionados para ser ejecutados. No hay estadísticas rigurosas disponibles; según los miembros de la comisión de filtrado CPIP interrogados por los nacionalistas después de 1939, aproximadamente el 50% de los cautivos fueron liberados, el 25% sufrió largo encarcelamiento y el 25% fue ejecutado.
Los sospechosos que eran juzgados se enfrentaban a diferentes tipos de cuerpos judiciales o cuasi judiciales. El sistema regular de los tribunales de distrito continuó funcionando, pero no podía hacer frente a la escalada de detenciones. En agosto de 1936, el gobierno creó el Tribunal Especial dedicado exclusivamente a tratar los delitos de "rebelión y sedición"; en septiembre de 1936 recibió la ayuda de un nuevo órgano judicial, el Tribunal Popular de Responsabilidades Civiles, y en octubre del mismo año de los Jurados de Urgencia y los Jurados de Guardia, abolidos en marzo de 1938; no fue el caso del Tribunal Especial de Espionaje y Alta Traición, establecido en junio de 1937. La mayoría de estos tribunales tenían una composición mixta de jueces/abogados profesionales y jurados no profesionales seleccionados del público; admitían, al menos en teoría, diversos grados de defensa o autodefensa, aunque no había apelación. Los tribunales se crearon para impartir justicia rápida y sin problemas, pero en este papel fracasaron; p.ej. solo hubo 389 acusados que comparecieron ante el Tribunal Especial de Madrid en 1936. Solo hay estadísticas parciales de los veredictos resultantes; parece que alrededor del 50% de los acusados fueron absueltos y que alrededor del 8% fueron condenados a la pena capital. Quizás el caso más conocido de ejecución en Madrid después del juicio y sentencia a pena de muerte fuera el del general Joaquín Fanjul.

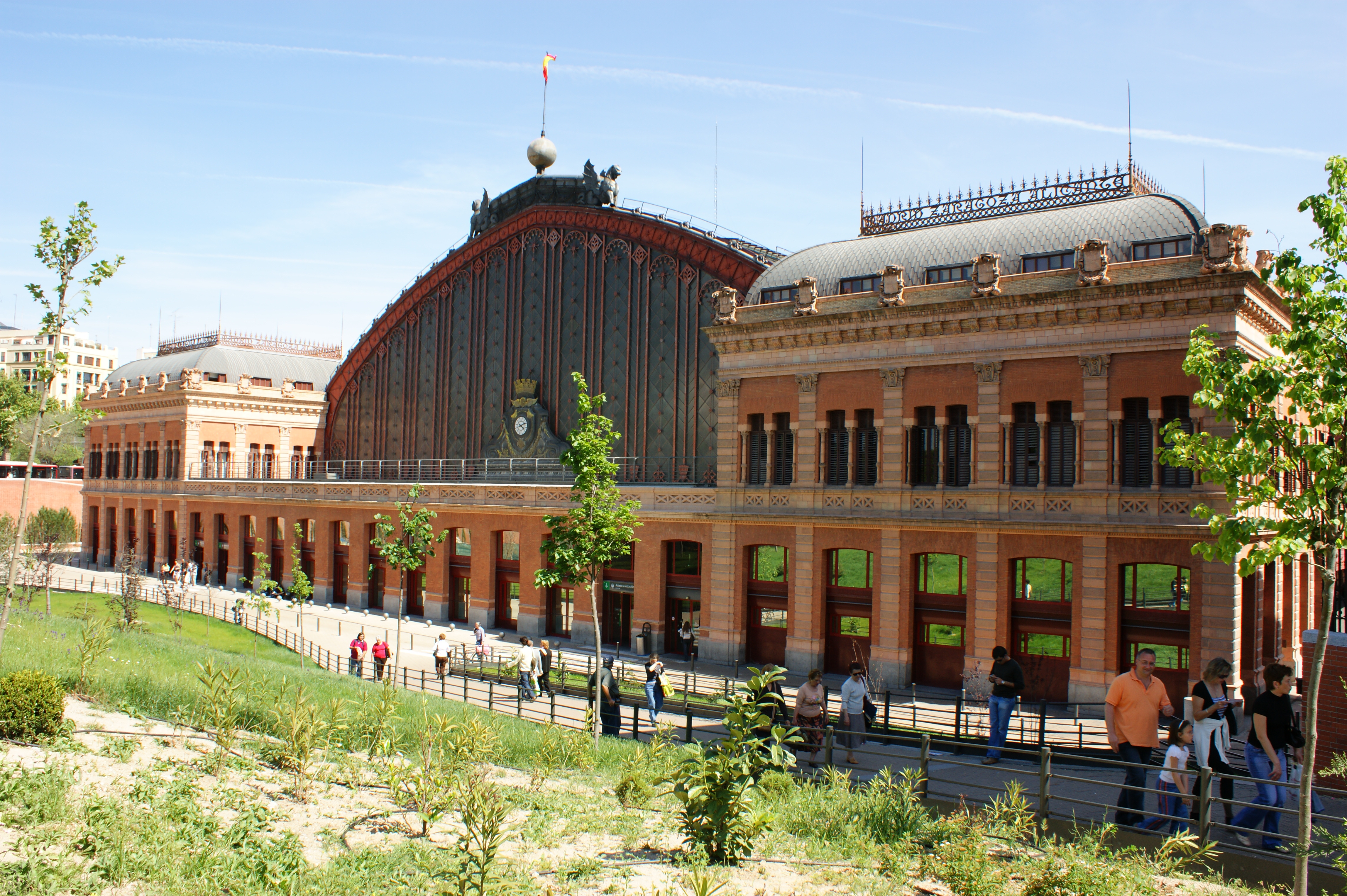
También la Estación de Atocha de Madrid albergó una checa

Las ejecuciones podían ocurrir durante, o poco después, de la detención; durante el encarcelamiento en prisión o en un centro de detención; o en uno de los lugares de ejecución, ya fuera después de una decisión administrativa o judicial más o menos formal o como resultado de una acción no autorizada, incluso por procedimiento dudoso. No hay datos sistemáticos que permitan estimaciones cuantitativas, sin embargo, se cree que el número de ejecuciones ‘’in situ’’ fue mayor durante los primeros meses de la guerra para disminuir considerablemente después. Las formas más conocidas de asesinatos fueron los llamados paseos y sacas. Los paseos generalmente eran para ejecuciones no oficiales a pequeña escala, mientras que las sacas generalmente eran para mayores extracciones de presos de los lugares de detención, con frecuencia respaldadas por algún tipo de decisión formal. En ambos casos, a los detenidos se les disparaba en barrios poco poblados, en parques o en las cercanías de cementerios. Los cadáveres luego eran arrojados al cementerio más cercano o abandonados para ser recogidos más tarde por los servicios municipales, aunque en el caso masivo de Paracuellos de Jarama fueron enterrados en fosas comunes poco profundas. Desde fines de 1937, un número creciente de apresados fue enviado a campos de trabajo, generalmente operados por el SIM. Estos campos de trabajo no fueron comparables a los posteriores campos de exterminio nazis, aunque hubo presos que murieron en condiciones penosas; en la provincia de Madrid el campamento estuvo ubicado en Ambite.

## Las víctimas

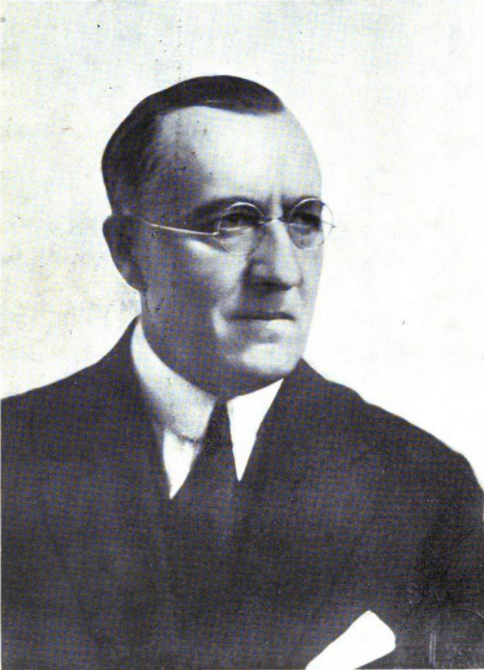
Ramiro Maeztu

Ninguna de las fuentes consultadas sugiere cuántos residentes de Madrid podrían haber estado sujetos a represión durante la Guerra Civil. Todas las estimaciones se centran en lo ejecutado, pero no avanzan las cifras relacionadas con otras categorías de personas reprimidas, ya sean las relacionadas con procedimientos legales: expropiadas, multadas, despedidas, encarceladas, reubicadas, condenados a trabajos forzados, despojados de los derechos civiles, o aquellos relacionados con la violencia extrajudicial, como los violados, mutilados, golpeados, torturados, humillados, detenidos o aquellos que encontraron sus propiedades vandalizadas, robadas, quemadas o destruidas de otro modo. Un estudio sugiere que el número de detenidos por CPIP solo podría haber sido de 18,000. Inicialmente, el número de ejecutados se contó en decenas de miles, por ej. a principios de 1937, The Guardian acuñó la cifra de 40.000. El Dictamen franquista, lanzado en 1939, optó por 60.000, aunque confidencialmente los números se redujeron pronto a 18,000. Hasta el final del franquismo fue imposible verificar estas afirmaciones; La investigación de archivos de finales del siglo XX produjo dos listas de víctimas identificadas, una en total 8.815 y una 11.756. Se ha comprobado que ambas listas son defectuosas; por un lado, contienen nombres duplicados, y por otro lado, hay personas que se sabe que fueron arrestadas y que nunca volvieron a aparecer, pero que faltan entre los nombres. La mayoría de los estudiosos tienden a preferir la cifra de 8.815 como una aproximación general, aunque pocos autores afirman que, dado que solo se enumeran las víctimas identificadas, el número total de muertes en la provincia fue de alrededor de 15.000. Incluso la estimación más baja de 8.815 sitúa a Madrid entre las provincias con el nivel de represión relativo más alto del área lealista; en términos absolutos, no hay duda de que Madrid "presenció la mayoría de los asesinatos en la zona republicana".
No hay documentación sistemática sobre la represión que permita dar un perfil social concreto. Los conjuntos existentes de datos más completos se refieren a procesos específicos y no está clara cuanto de representativos son; esto es por ejemplo el caso de los expedientes producidos por los tribunales populares. Algunos estudiosos tienden a aceptarlos como indicativos de la composición social general de todos los reprimidos, aunque, por ejemplo, en el caso del sexo, se observan discrepancias significativas. Según los expedientes del tribunal, la mayoría de los acusados eran empleados, una categoría amplia y ambigua que generalmente apunta a empleados de cuello blanco; entre otras categorías principales, las amas de casa forman el 14%, los militares el 12% y los estudiantes el 8%; Los trabajadores de la industria representan el 6%. En términos de edad, la categoría predominante es de 26 a 30 años (17%), El 52% de los acusados eran solteros y el 41% estaban casados. En cuanto a sus preferencias políticas, la gran mayoría pertenecía a dos partidos, Acción Popular (40%) y Falange (38%). Según las afirmaciones basadas en relatos orales, había dos grupos sociales destacados como objetivos clave de la represión: los militares y los religiosos, ambos considerados ejército uniformado y departamentos de propaganda enemigo. Sin embargo los datos de los tribunales indican que el 57% de los militares acusados fue absuelto; en el caso de los religiosos, la cifra fue del 75%. Un porcentaje relativamente alto de absoluciones sugiere que los tribunales hicieron algunos esfuerzos para investigar los casos y no imponer sentencias de muerte. También sugiere que al menos el 50% de las personas detenidas y que luego comparecieron ante el tribunal no participaron en ninguna conspiración. Los detenidos ejecutados antes de enfrentarse a juicio e involucrados en actividades antirrepublicanas son imposibles de determinar y más cuando ese término, actividades antirrepublicanas, se podía interpretar con mucha flexibilidad. La pertenencia a cuerpos diplomáticos extranjeros no salvaba de ser detenido o ejecutado.

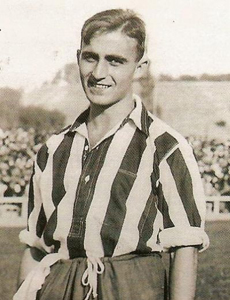
"Monchín" Triana

Muchas personalidades importantes a nivel nacional fueron víctimas de la represión de Madrid. El más destacado fue el periodista y pensador —integrante de la Generación del 98— Ramiro Maeztu Whitney; otros escritores y artistas asesinados fueron el dramaturgo Pedro Muñoz Seca, el poeta Francisco Vega Ceide, el periodista Manuel Delgado Barreto y los pintores Álvaro Alcalá Galiano y Alfonso Ponce de León. Sin embargo, el número de muertos fue más elevado entre los políticos, incluyendo al jurista y político Melquíades Álvarez Gónzalez-Posada, al escritor y político José María Albiñana Sanz, Manuel Rico Avello, Ramón Álvarez-Valdés, José Martínez de Velasco, Federico Salmón Amorín, Tomás Salort y de Olives, Rafael Esparza García, Francisco Javier Jiménez de la Puente, Ramiro Ledesma Ramos, Rafael Salazar Alonso, Antonio Bermúdez Cañete y Andrés Nin Pérez. Entre los militares ejecutados se encontraron, entre otros, a Pío López Pozas, José Rodríguez Casademunt, Rafael Villegas Montesinos, Osvaldo Capaz Montes, Joaquín Fanjul Goñi, Eduardo López Ochoa, Mateo García de los Reyes, Julio Ruiz de Alda y Luis Barceló Jover (militar afecto al PCE fusilado por los casadistas en los últimos días de la guerra) o el policía Santiago Martín Báguenas; entre los académicos ejecutados estaban Rufino Blanco Sánchez y Álvaro López Núñez. Entre los religiosos asesinados estuvieron Zacarias García Villada, Pedro Poveda Castroverde, Julián Zarco Cuevas e Ignacio Casanovas Camprubí. También personalidades deportivas fueron objeto de la represión, como lo demuestran los casos del futbolista Ricardo Zamora Martínez (que consiguió escapar de la muerte), del también futbolista Ramón Triana Arroyo y del polista  Hernando Fitz-James Stuart.

## Momentos y lugares de la represión republicana en Madrid

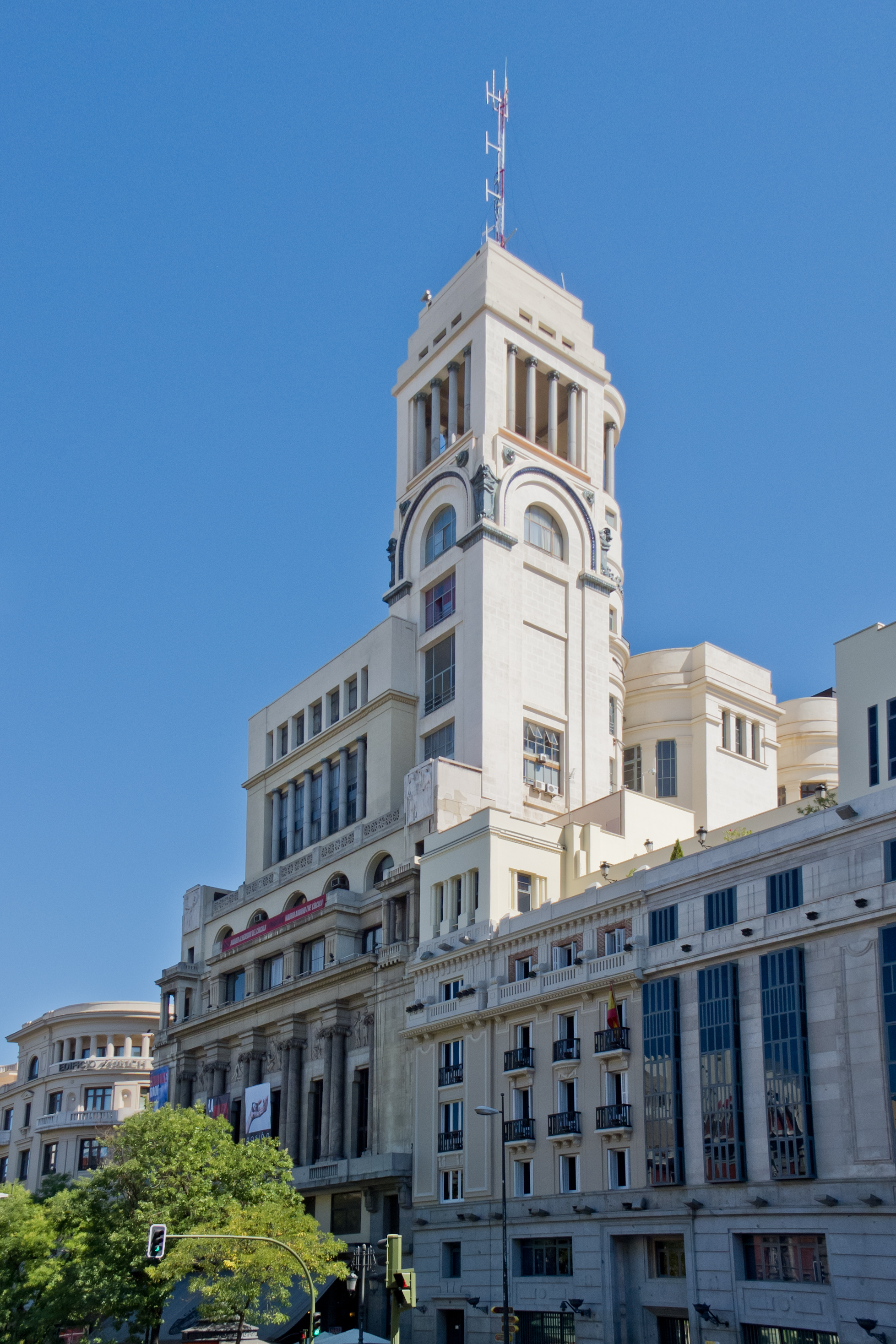
Edificio donde estuvo la checa de Bellas Artes

No hay ningún estudio que de estimaciones cuantitativas aproximadas de la escala de la represión de Madrid año tras año. Sin embargo, casi todos los estudios sugieren que la mayor parte de la violencia tuvo lugar en 1936. Cierto historiador afirma que el 96% de las ejecuciones tuvieron lugar en 1936; algunos cuestionan o rechazan la metodología por completo, otros tienden a aceptar las cifras. Analizando los paseos solamente, un estudio basado en los archivos guardados en la Audiencia Territorial de Madrid, indica que el 97,6% de estos asesinatos tuvieron lugar antes de 1937, aunque esta documentación también podría reflejar cambios en los métodos de procedimientos y archivo dentro de las fuerzas de seguridad. El análisis detallado de las ejecuciones a pequeña escala sugiere que llegaron a su clímax en julio (400), al inicio de la guerra civil agosto (650) y septiembre (550), con cifras menores para octubre y noviembre (alrededor de 300 cada una) y en diciembre (por debajo de 100). Sin embargo, de ninguna manera se debe suponer que el número total de víctimas disminuyó a lo largo de 1936; Las ejecuciones de Paracuellos, llevadas a cabo a fines de noviembre y principios de diciembre, totalizaron al menos 2.000 víctimas, con algunas estimaciones que apuntan a unas 4.000. No hay duda de que la escala de los asesinatos fue bastante menor a lo largo de 1937, 1938 y 1939, especialmente desde la primavera de 1937, cuando el ministro de Justicia, García Oliver, se esforzó por establecer una amplia red de campos de trabajo forzado según su pensamiento de que los enemigos de la República deberían redimir sus obras con trabajos forzados, en vez de ser sentenciados a muerte por sus ‘’delitos’’. No obstante, a pesar de esta iniciativa, siguieron las ejecuciones que en ocasiones culminaron en series de asesinatos a gran escala: en noviembre de 1937, al menos 67 individuos fueron ejecutados en un engaño conocido como Túnel de Usera, mientras que en marzo de 1939, el SIM tomó medidas drásticas contra un número no especificado de comunistas, siendo muchos de ellos asesinados.
El análisis geográfico del sistema de represión en el Madrid republicano no muestra ningún patrón específico en cuanto a la ubicación de los centros de detención de Madrid. La ciudad estaba cubierta con una densa red,  bastante regular, de checas, con un promedio de 4 checas por kilómetro cuadrado, ; incluso en aquellos momentos, el surbio de Puente de Vallecas contaba con 17 checas Entre las 5 checas con el mayor número de víctimas registradas, las Checas de San Bernardo, Lista y Santa Engracia estaban ubicadas en el mismo centro, mientras que las Checas del Ateneo y Círculo de Bellas Artes estaban un poco más afuera. La sede de CPIP, quizás la institución más importante del sistema de represión republicana, se ubicó primero en la calle de Alcalá y luego en la calle de Fomento; Los locales de DGS y sus dependencias se ubicaron en el distrito de Salamanca, en la calle de Serrano o sus proximidades. Hasta mediados de 1937, la mayoría de las detenciones se llevaron a cabo en los distritos de Chamberí y Buenavista.

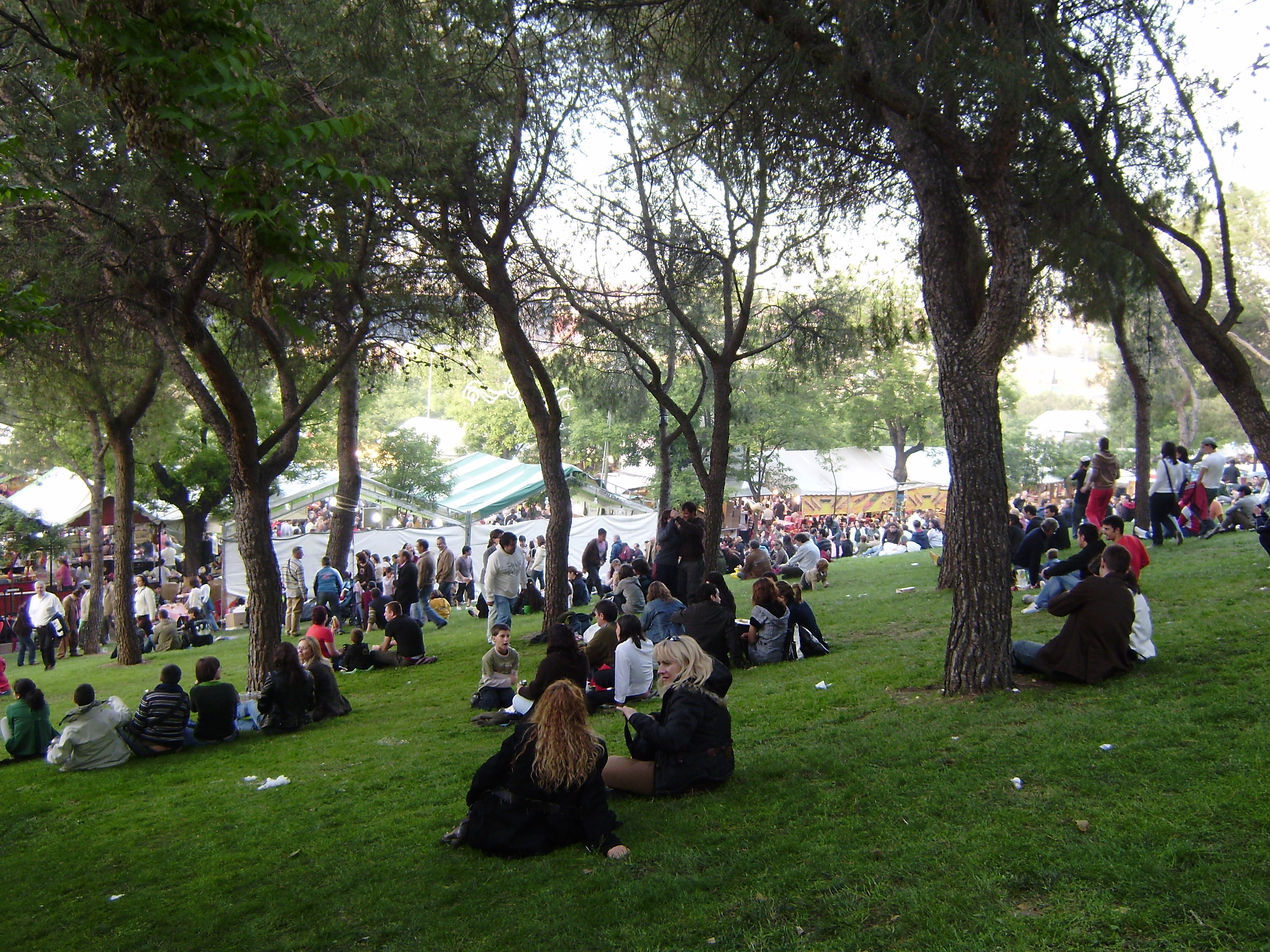
Pradera de San Isidro hoy

La ubicación geográfica (lugares) de los sitios de ejecución fue cambiando según las cicunstanacias de la guerra. Durante los primeros meses del conflicto, los internos fueron llevados generalmente a los distritos occidentales de Madrid o a sus suburbios occidentales, especialmente a Aravaca, en el norte, grandes áreas verdes de la Casa de Campo, en el centro, y al parque conocido como Pradera de San Isidro, en el sur. Se supone que estas zonas escasamente pobladas y parcialmente rurales se consideraron más adecuadas para las ejecuciones que las periferias más densamente pobladas del este y norte de la capital. Sin embargo, a medida que las tropas nacionalistas se acercaban por el oeste, se acercaban a Aravaca o la Casa del Campo, cada vez más próximas a la línea del frente has ta terminar siendo campo de batalla, lo que provocó la reubicación de las ejecuciones. Desde octubre se llevaron a cabo en el este y en el sur, mayormente en Rivas-Vaciamadrid, a lo largo de la Carretera de Andalucía y cerca del Cementerio del Este. Paracuellos de Jarama fue elegido como el sitio de las más grandes ejecuciones porque se encontraba suficientemente alejado de la línea del frente, porque había fácil acceso por carretera desde Madrid y porque los ayuntamientos locales eran considerados políticamente fiables y preparados para organizar a los lugareños en los trabajos relacionado con el entierro de los cuerpos.

## Los protagonistas de la represión

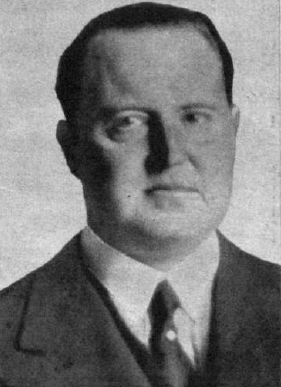
Ángel Galarza

Durante las primeras semanas de la guerra, el responsable del orden público en la España republicana fue Sebastián Pozas Perea, el ministro del Interior; Apenas implicado en los asuntos locales de Madrid, sin embargo, demostró complacencia hacia los grupos revolucionarios. Su segundo al mando, el jefe de DGS, José Alonso Mallol, trató de preservar la integridad de las estructuras estatales que abrumadas por los acontecimientos posteriores al 18 de julio. Terminó dimitiendo el 31 de julio de 1936. Le sucedió Manuel Muñoz Martínez, que desde principios de septiembre informó al nuevo ministro, Ángel Galarza Gago. Los dos permanecieron como funcionarios clave del orden público en Madrid hasta inicios de noviembre de 1936, cuando salieron de la capital. A partir de este momento, tanto Galarza como Muñoz, pero también sus sucesores en el ministerio y la DGS, perdieron influencia sobre las estructuras de orden público del estado en Madrid. Su papel consistía en iniciar y supervisar algunos cambios estructurales, sin embargo, la política e implantación de orden público local quedaron en gran parte en manos de la Junta de Defensa de Madrid (JDM) y, posteriormente, en otros organismos locales.
La JDM se creó a principios de noviembre de 1936; su rama responsable del orden público, Consejería de Orden Público, fue asumida por Santiago Carillo Solares y su adjunto José Cazorla Mauré. Cuando, un mes después, Carillo abandonó Madrid, fue Cazorla quien se convirtió en el hombre más poderoso de las fuerzas de seguridad de la capital, y ocupó el cargo hasta casi la disolución de JDM en abril de 1937. Durante unos meses, varios individuos compitieron por el poder, como por ejemplo David Vázquez Baldominos, candidato de Cazorla a inspector general de la policía de Madrid. En el verano de 1937, Gustavo Durán Martínez fue nombrado jefe de la SIM de Madrid. Su mandato duró pocos meses; en octubre de 1937 fue sustituido por Ángel Pedrero García, exjefe adjunto de la Brigada Atadell y personaje próximo a Prieto. Pedrero fue el hombre más importante en las estructuras policiales de Madrid durante 17 meses; cuando Casado dio el golpe de marzo de 1939, ayudó enormemente a los rebeldes liderando la SIM para arrestar a varios cabecillas comunistas en Madrid. Salió de la capital a fines de marzo; en ese momento, el hombre clave tras las fuerzas de orden era Vicente Girauta Linares, desde mediados de 1938 Comisario General de Seguridad en la provincia.
Algunos individuos dirigieron brevemente importantes órganos de orden público. Este fue el caso de Segundo Serrano Poncela; encabezó el Consejo de Seguridad de DGS solo unas pocas semanas, justo a tiempo para emitir las órdenes de sacas de prisioneros que terminaron en Paracuellos. Federico Manzano Govantes, director del MVR que administró efectivamente las milicias que manejaban las sacas de Paracuellos; Más tarde pasó al SIM. Ramón Rascón Ramírez encabezó la sección personal del CPIP, fue el consejero de la DGS encargado de las prisiones, encabezó las comisiones de selección de presos destinados a Paracuellos y marchó al frente en 1937. Manuel Salgado Moreira ordenó seriamente la contrainteligencia militar en su mandato de 1936 y 1937 y organizó algunas trampas espectaculares, como la falsa embajada de Siam. Julio de Mora Martínez desde 1938 supervisó la estructura del campo de trabajo del SIM en la provincia. Benigno Mancebo Martín trabajó como secretario del CPIP y luego fue miembro de la junta provincial que reorganizó las nuevas fuerzas de seguridad, además de liderar una unidad. Melchor Rodríguez García fue brevemente Delegado General de Prisiones e intentó detener las sacas de Paracuellos con poco éxito.

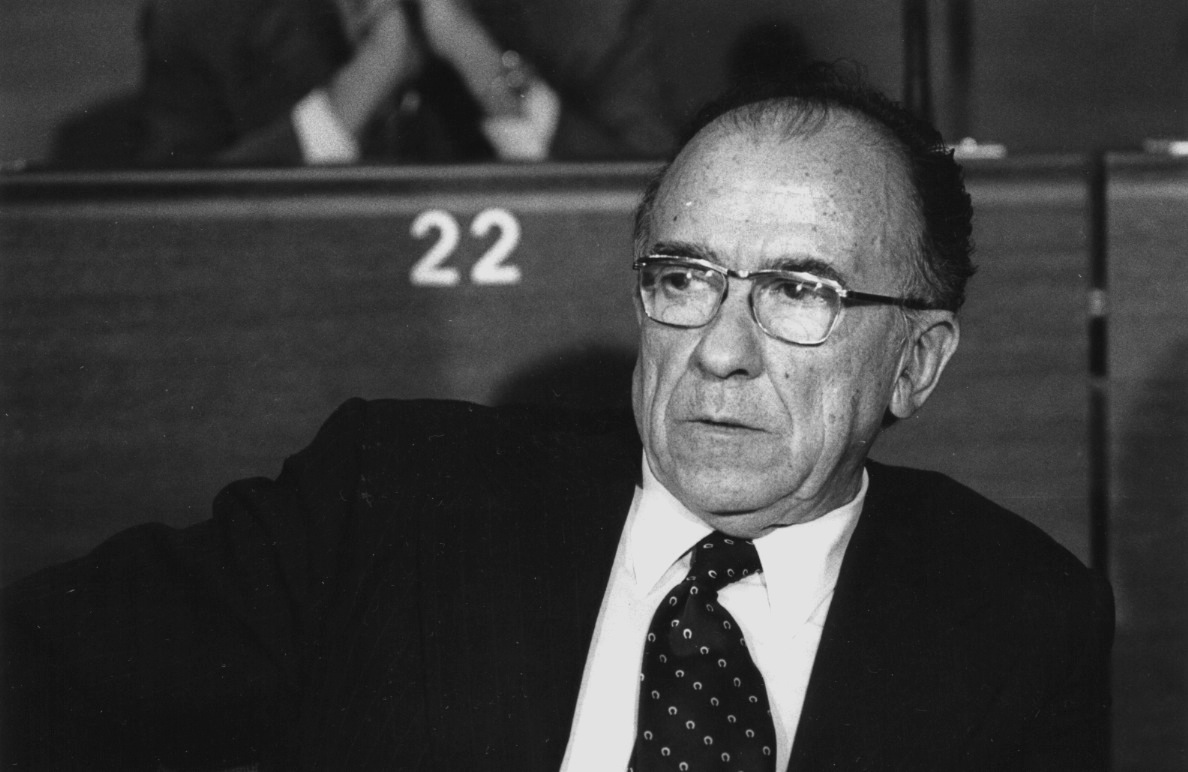
Santiago Carrillo

Hay personas que no ocuparon los primeros puestos en las estructuras de poder, pero se dieron a conocer como particularmente eficientes al implementar el nuevo orden. Agapito García Atadell se convirtió en una celebridad como jefe de escuadrón del CIV hasta que desertó en octubre de 1936. Valero Serrano Tagueña y Marcos García Redondo fueron renombrados como líderes de la Brigada de Amanecer y Los Linces de la República, respectivamente. Carmelo Iglesias Muñoz estuvo particularmente activo como jefe de un tribunal en 1936. Felipe Sandoval Cabrerizo trabajó como miembro del tribunal revolucionario y líder de escuadrón; Durante las acciones de la cárcel Modelo y Paracuellos, se unió a la nueva Seguridad y hasta 1938 operó como miembro de la unidad de Mancebo. Fernando Valenti Fernández participó en investigaciones de contraespionaje y dirigió la Brigada Especial, ampliamente conocida por sus trampas para capturar al enemigo quintacolumnista; luego fue destinado al DEDIDE y terminó en el SIM. Elviro Ferret Obrador comandó el escuadrón de la Secretaría Técnica de la DGS y destacó en la actividad de expropiaciones. Eduardo Val Bescós, como jefe del Comité de Defensa de la CNT, fue responsable de las milicias anarquistas durante la mayor parte de la guerra.

## La Política

Bandera anarquista

Inicialmente, las personalidades clave que ocupaban puestos relacionados con el orden público en Madrid se ubicaron generalmente en el rango entre el republicanismo militante y el socialismo moderado. Mallol y Muñoz eran exsocialistas radicales republicanos y ambos se unieron a Izquierda Republicana a mediados de la década de 1930; También Galarza fue exmilitante del PRRSI, pero a diferencia de sus colegas, prefirió cambiar al PSOE y, como socialista y candidato de Largo Caballero, obtuvo el cargo de Ministro del Interior. El nuevo jefe de la policía de Madrid nombrado a fines de julio, Manuel López Rey Arroyo, también fue el hombre de IR. En efecto, algunos estudiosos afirman que las primeras semanas de la guerra estuvieron marcadas por intentos de mantener la "policía burguesa", tipo de policía que se abandonó y para dar paso a un nuevo tipo de seguridad en el momento en que se crea el CPIP. Su creación reconocía la nueva balanza del poder real, compartido con las milicias de los partidos y de los sindicatos. Los intentos de medir la proporción de fuerzas políticas dentro de estas unidades se basan en las diferentes afiliaciones que había en las checas que operaban en Madrid, pero este criterio no es concluyente. El análisis de unos 300 puntos, clasificados en general como checas, parece sugerir que la CNT-FAI anarquista y el PCE comunista se repartían alrededor del 25% de sus miembros cada uno, y el resto quedaba distribuido entre PSOE, JSU, varias agrupaciones republicanas y unidades políticamente ambiguas como la UHT. El análisis de los 70 centros de detención más grandes revela un dominio del 34% de CNT-FAI, con PCE por detrás del 19%, PSOE 13% y JSU por detrás del 6% de las unidades.
El propio CPIP fue dirigido teóricamente por una junta de 30 miembros repartida a partes iguales entre varios partidos, sin embargo, sus escuadrones de investigación reflejaron un claro dominio anarquista: el 40% relacionados con la CNT-FAI, el 19% con el PSOE y el 19% con el PCE. El fin de la "policía burguesa" estuvo marcado también por la transformación de CIV, la policía estatal de paisano; en esta formación dominaban los socialistas, el 31% de los nuevos reclutas procedían de la UGT, el 17% de PSOE, el 15% de IR, el 5% de PCE y el 3%, tal vez no sea sorprendente, dada la posición anarquista frente a las estructuras estatales en general y a la policía en particular, de CNT-FAI. El IGM, un cuerpo marginalmente involucrado en el sistema de seguridad, también estaba dominado en un 64% por el PSOE y presencia anarquista marginal. Definitivamente más importante, el MVR fue igualmente feudo socialista; su director Manzano era un hombre del PSOE en ese momento y el 59% de los milicianos registrados eran miembros de la UGT; sin embargo, las afiliaciones al PCE marcaron el 17% de las registradas y los pertenecientes a las JSU, dominada por los comunistas, llegaban al 14%.
El control político de las estructuras de seguridad del Estado en Madrid dio un giro a la salida del gobierno de la capital. Dentro de la JDM, los comunistas se apoderaron del departamento de orden público, como muestran los nombramientos de Carillo y Cazorla, y especialmente que el CPIP y el IGM dominados por el PSOE fueran pronto suprimidos, mientras que el MVR duró algo más hasta ser suprimido también. Sin embargo, el final del 36 e inicios del 37 está marcados por el creciente conflicto entre los anarquistas y los comunistas, que continuó con tiroteos y una guerra de gabinetes en el gobierno llevó a la disolución de la JDM; sin embargo, los comunistas al menos durante algún tiempo retuvieron el control sobre algunas brigadas del CIV y las emplearon en algunas de sus campañas, según lo sugerido por el papel de Valenti en el caso Nin. Los anarquistas mantuvieron cierto control sobre la contrainteligencia militar, supervisada por Salgado y Val. De los nuevos organismos emergentes a mediados de 1937, el DEDIDE de Madrid estaba controlado por el PCE, mientras que el SIM de Madrid cayó principalmente en manos de los socialistas tal como certifica la afiliación política de su jefe, Pedrero. El nuevo cuerpo de policía, Cuerpo de Seguridad, estaba integrado en un 70% por el antiguo CPIP y 30% de antiguos miembros de MVR, cuya estructura, dada de estas dos formaciones disueltas, sugiere que el PSOE tomó la delantera. Los republicanos permanecieron visibles solo en cuerpos jurídicos, por ejemplo, en los Jurados de Urgencia componían l 34% de los miembros, quedando en segundo lugar la CNT-FAI con el 21%.

Escudo del Partido Socialista en los años 30

Parece que durante la mayor parte de 1938 el sistema de orden público de Madrid siguió siendo una estructura políticamente equilibrada entre comunistas (DEDIDE), anarquistas (contrainteligencia militar, las milicias) y socialistas (Seguridad, SIM),  grupos que se vigilaban mutuamente. Este inestable modus vivendi llegó a su fin con el golpe de Casado en marzo de 1939, cuando el SIM liderado por el PSOE y las unidades militares lideradas por los anarquistas aplastaron la resistencia comunista. El enfrentamiento terminó con algunos cabecillas del PCE ejecutados, como fue el caso del exjefe de IGM, Barceló, y algunos presos, como fue el caso del exjefe del Consejo de Seguridad de DSG, Cazorla. Girauta, la última persona que podría ser considerada como la persona mejor posicionada de la seguridad del Partido Republicano en Madrid, era un policía profesional y difícilmente se le puede ubicar políticamente.

## La respuesta a la represión republicana

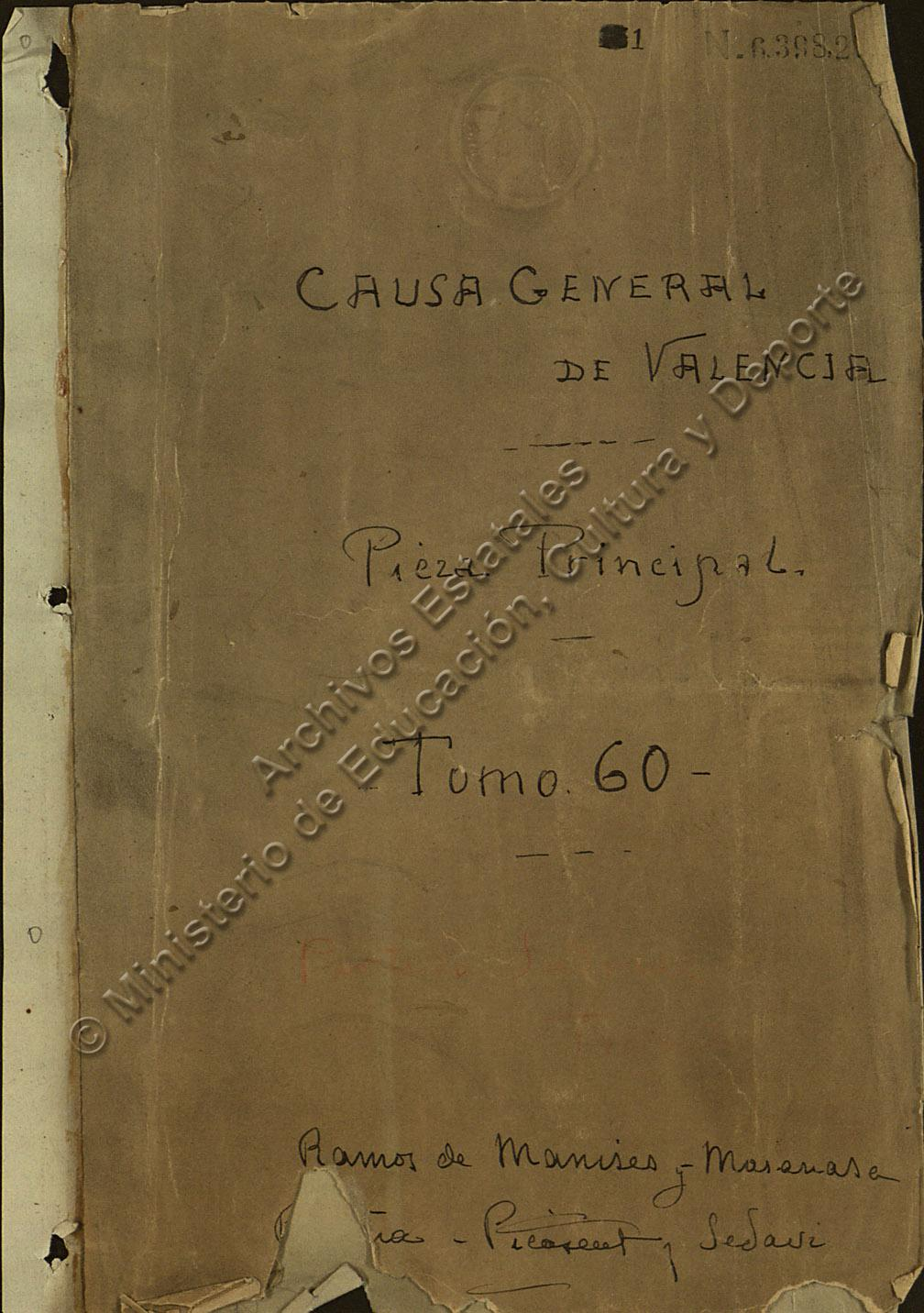
La Causa General

Pocos hombres destacados de las unidades policiales de Madrid fueron capturados por los nacionalistas en el curso de la guerra; Fue el caso de Atadell, quien en noviembre de 1936 fue interceptado en las Islas Canarias cuando el crucero francés que había abordado en St. Nazaire estaba a punto de partir hacia Cuba. Algunos altos funcionarios que ya no ocupaban sus cargos - Galarza, Muñoz, Carillo, Serrano Poncela y Pozas - cruzaron la frontera francesa en Cataluña a principios de 1939. La mayoría de ellos aún estaban en Madrid durante las últimas semanas de la guerra. Se dirigieron a la costa levantina, pero pocos lograron salir de España; Val aseguró un asiento en un avión, mientras que Duran y Salgado fueron acogidos en un buque de guerra británico. El resto se encontraron atrapados en los muelles de Alicante esperando en vano que un barco que les llevara fuera de España. Muchos, como Girauta, Manzano, Mora, Pedrero, Sandoval y Valenti, fueron detenidos allí e identificados en abril de 1939. Algunos lograron integrarse en la red de seguridad nacionalista para comenzar una nueva vida asumiendo una identidad falsa. Sin embargo, los investigadores franquistas estaban decididos a encontrarlos; Mancebo y Cazorla fueron capturados en agosto de 1939; García Redondo, en julio de 1940; Iglesias, en noviembre de 1940; y Rascón, en julio de 1941; Muñoz fue entregado por las autoridades francesas, en agosto de 1942;  Ferret pasó catorce años huido antes de ser detenido en junio de 1953. La mayoría fue sometida a duros interrogatorios; Sandoval terminó por suicidarse. El resto fueron ejecutados, algunos por garrote. Duran, Galarza, Mallol, Pozas, Salgado, Serrano Poncela y Val murieron en el exilio, algunos de ellos, como Serrano Poncela, como distinguidas personalidades. En general, se sabe que de las 1.143 personas identificadas como activas en el sistema de orden público republicano de Madrid, alrededor de 90 fueron ejecutadas después de la guerra. Melchor Rodríguez García fue condenado a prisión de larga duración, pero fue puesto en libertad en 1944.
Después de la guerra, el Ministerio Fiscal español inició una investigación masiva sobre la represión republicana en todo el país; El trabajo fue conocido comúnmente como la Causa General. Esta acumuló una colosal documentación que sirvió de base para la investigación criminal, la investigación histórica y para la propaganda. En efecto, las autoridades, para honrar a las víctimas de la retaguardia republicana y para denigrar a la República, lanzaron una campaña masiva destinada a presentar al periodo del gobierno republicano en Madrid como un período de tremenda barbarie. Además de las frecuentes noticias en la prensa, se publicaron decenas de libros documentales, para-documentales o históricos sobre lo que se llamó "terror rojo". Madrid ocupó un lugar destacado en la mayoría de las publicaciones; se estima que alrededor de 450 obras relacionadas con la represión republicana se publicaron hasta 1975, aunque en su mayoría durante las dos primeras décadas del franquismo. El sistema republicano de orden público fue representado en la cultura, literatura y cine, como una máquina horrible de asesinato. Tras la exhumación de cuerpos, algunos lugares de ejecuciones se convirtieron en sitios conmemorativos; Este fue el especialmente el caso de Paracuellos de Jarama, donde se construyó El Cementerio de los Mártires, en ocasiones visitado por funcionarios del régimen, pero mayormente frecuentado por los familiares de los asesinados.

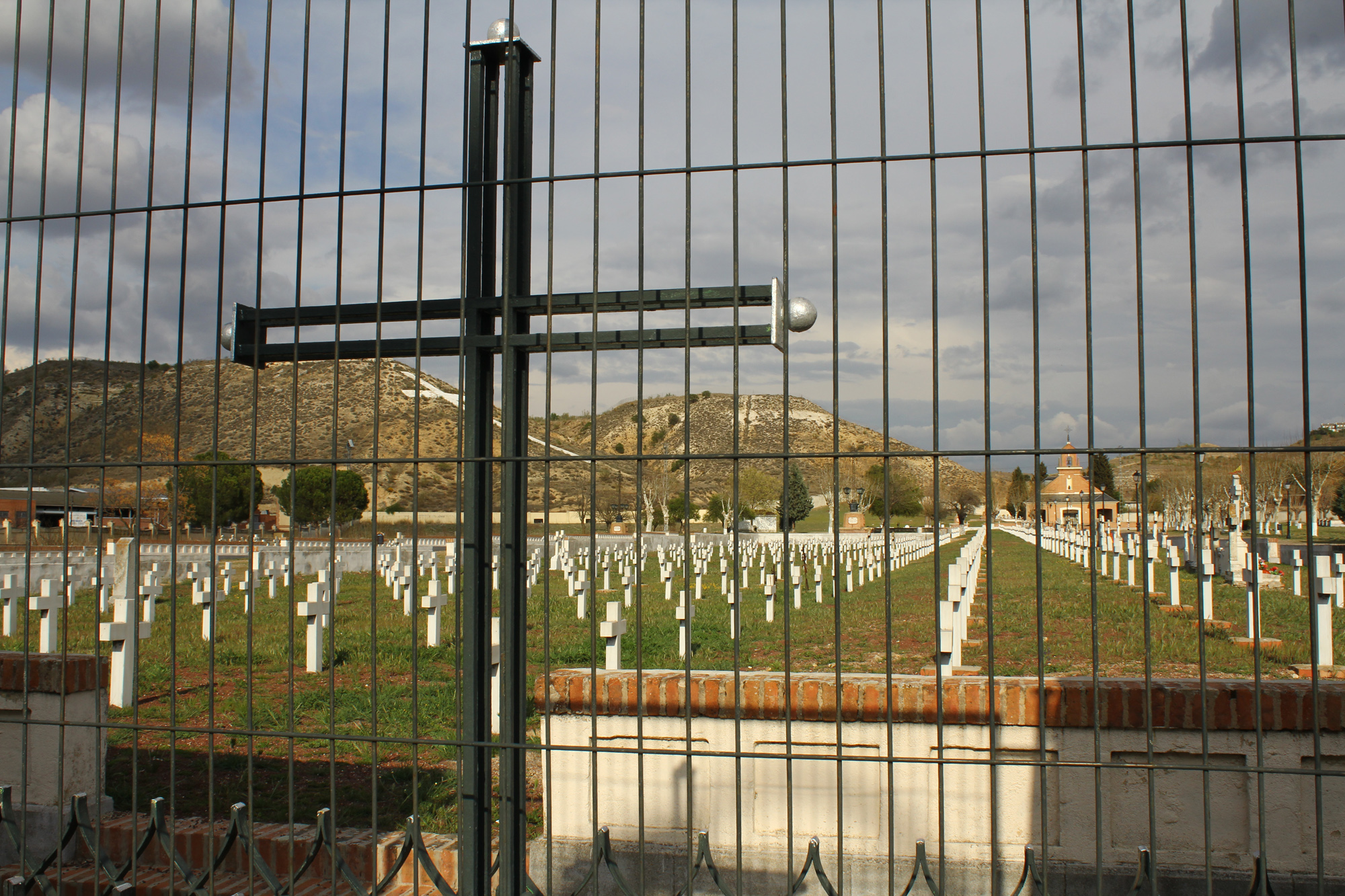
Cementerio de los Mártires en Paracuellos de Jarama

La memoria de las víctimas de la violencia republicana en Madrid ha sido mantenida principalmente por sus familiares. Sin embargo, periódicamente salen a la luz como ocurrió en relación con Santiago Carillo; su reingreso en la política de la transición provocó una polémica controversia que continuó durante décadas, culminando en un intento frustrado de iniciar acciones legales sobre la base de presuntos crímenes de lesa humanidad. La atención pública recayó sobre las víctimas de nuevo cuando se publicaron nuevos trabajos históricos, por ejemplo el de Gibson, en 1983, sobre Paracuellos; Igualmente se las ha recordado por las nuevas beatificaciones promovidas por los papas Juan Pablo II, en la década de 1990, y Benedicto XVI, en la primera década del siglo XXI. Todo ello reavivó el debate público sobre el reconocimiento y el papel oficial del sistema de represión republicano en Madrid, que continuó por la puesta en práctica de la Ley de Memoria Histórica promovida por el expresidente José Luis Rodríguez Zapatero, del Psoe, mantenida por el expresidente Rajoy, del PP. Así, en el año 2015, el Comisionado de Memoria Histórica señaló la checa de Bellas Artes, La prisión Modelo y la prisión Porlier entre 15 "sitios de memoria histórica" en Madrid. La propuesta generó una controversia pública en relación con la lista de lugares y la redacción del texto a publicar. Inicialmente se pretendía montar placas conmemorativas de las víctimas; sin embargo, la propuesta resultó incompatible con la propia Ley de Memoria Histórica que prohíbe la "exaltación de la sublevación militar, la Guerra Civil y la represión de la Dictadura". Hasta hoy, las lápidas conmemorativas están colocadas en lugares que no formaban parte de los espacios públicos, por ejemplo, en los edificios religiosos.  La polémica continua por otras iniciativas del Ayuntamiento de Madrid.

## La represión republicana en la historiografía

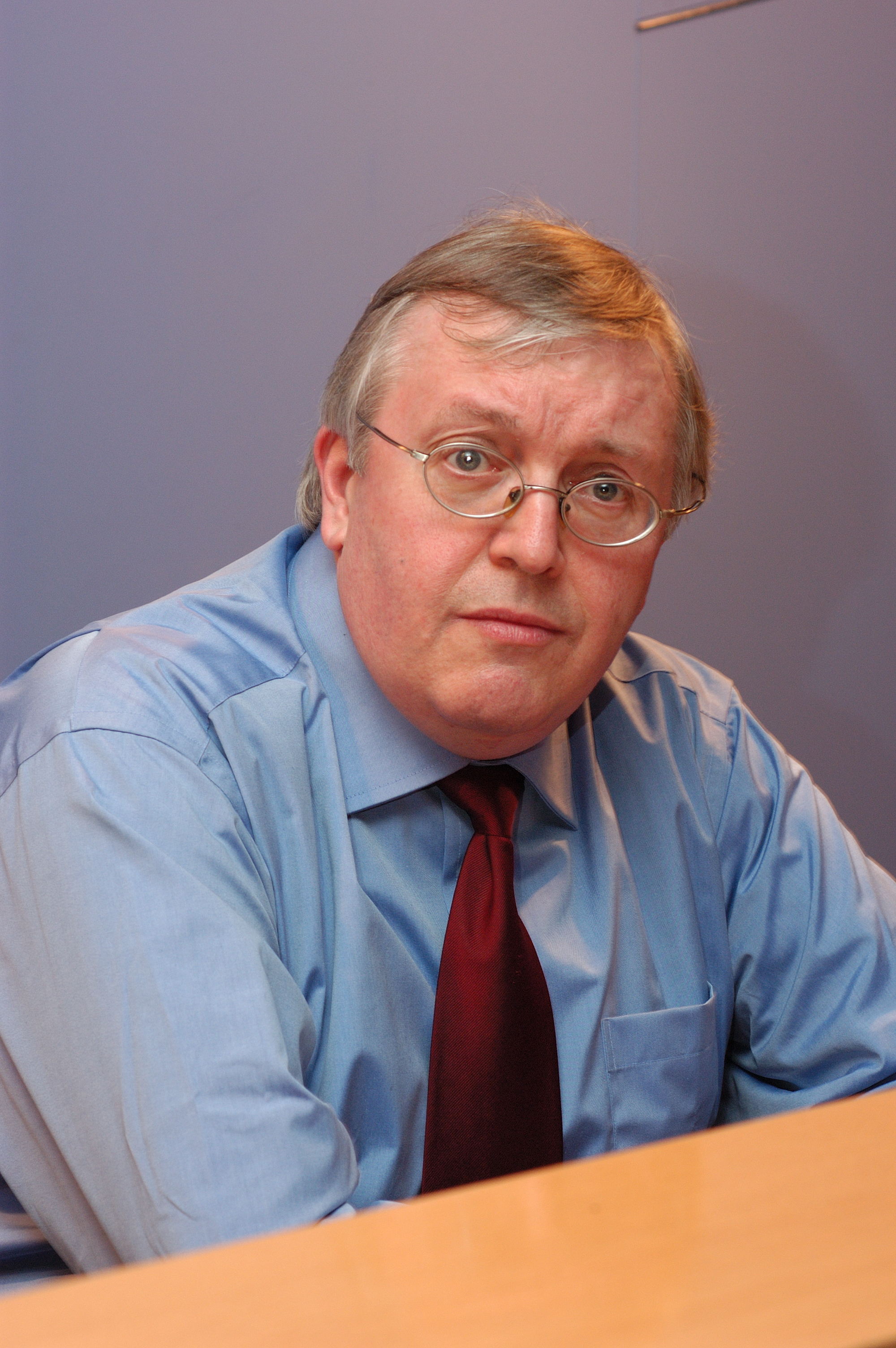
Paul Preston

La historiografía sobre la violencia durante la Guerra Civil es abundante y crece día a día; Hasta 1975, la atención se centraba principalmente en el terror tras las líneas republicanas pero desde finales del siglo XX, se dirigió más la atención hacia la represión nacionalista. Recientemente, sin embargo, la investigación en la zona ‘’leal’’ se ha actualizado con la publicación de al menos tres trabajos importantes dedicados al Madrid republicano en guerra; algunos temas específicos, especialmente los asesinatos de Paracuellos, también han dado lugar a una considerable literatura. Sin embargo, estas contribuciones no son, de ninguna manera, un pronunciamiento final sobre el tema; La mayoría de las preguntas planteadas aún están sujetas a debates historiográficos. Por lo general la historiografía se refiere a la violencia durante la Guerra Civil en general sin precisar en los detalles de Madrid. Era de esperar que a principios del siglo XXI el discurso se acercara a la "síntesis"  y la "normalización". sin embargo, estas conclusiones parecen prematuras; por el contrario, el debate ha crecido  "más acalorado que nunca antes".
El punto central de casi todos los debates es el papel de las estructuras estatales en la represión tras las líneas republicanas. En general, la discusión es si la violencia ocurrió a pesar de o debido al régimen; algunos afirman que el terror era parte integral del sistema de la República  y otros sostienen que fundamentalmente las estructuras oficiales se opusieron a la violencia … La mayoría de los problemas específicos son parte de este planteamiento general. Una de estas preguntas es si hubo un plan premeditado de exterminio; algunos sugieren que la violencia republicana era parte de una estrategia general premeditada, otros afirman que nunca hubo tal plan, estrategia o intención.  Otra pregunta es si la violencia puede ser percibida como una revolución; algunos estudiosos ven la Guerra Civil principalmente en términos revolucionarios, otros señalan que la violencia "no estaba relacionada con ningún proyecto revolucionario". Estos que asocian la violencia con la revolución debaten si esta era una revolución comunista, variopinta o "sin dirección concreta". Algunos presuponen que el estado estaba asumiendo un carácter revolucionario y otros no están de acuerdo cuando sostiene que compitió por el poder con los grupos revolucionarios. En consecuencia, los puntos de vista conflictivos del debate público se refieren al colapso del estado o, su contrario, el excesivo poder del estado o a la fragmentación del poder. Un problema añadido fue la "violencia incontrolada" o el impacto de la actividad criminal que algunos consideran fundamental y clave para el terrorismo en la retaguardia republican; para otros la naturaleza misma del Sistema de la República era criminal, y algunos consideran que el hilo criminal generalmente es engañoso. Relacionado con todo esto está el concepto de los  "incontrolados", algunos de ellos agentes clave de la violencia, aunque para otros los principales protagonistas del terror estaban firmemente asentados dentro de las estructuras políticas. El papel de la ideología sigue en discusión; algunos hablan del modelo de orden público adoptado en la zona republicana como una "lucha" contra los enemigos ideológicos y subrayan la importancia de la prensa radical, apoyada en la ideología, otros afirman que el enfoque en la ideología tapa una compleja maraña de varios factores. Un punto más es la naturaleza reactiva del terror detrás de las líneas republicanas. Hay estudiosos que ponen en relación los brotes de violencia con sucesos previos o como características sistémicas propias de la sociedad y la política españolas. Otros cuestionan las secuencias de hechos presentada o la lógica de los enlaces estructurales avanzados y rechazan la etiqueta "reactiva". Un problema relacionado es el de la continuidad; algunos autores ven el malestar en tiempos de guerra como el clímax propicio para la violencia larvada desde décadas atrás, otros dejan claro que estos son dos fenómenos claramente distintos. Otro problema más, también relacionado, tiene que ver con la naturaleza selectiva o general del terror, a saber, si fue dirigido contra individuos concretos, si fue en general caótico o si fue dirigido contra grupos determinados de la población. Muchos autores afirman que, dado que no había una amenaza real de la Quinta Columna, las medidas represivas republicanas eran medios para aterrorizar a la población; muchos otros relacionan la violencia con la conspiración anti-republicana y consideran que fue principalmente un medio para combatir la subversión nacionalista. El papel de los soviéticos sigue siendo otro punto de discusión; algunos estudiosos lo consideran instrumental, otros tienden a verlo de menor importancia.

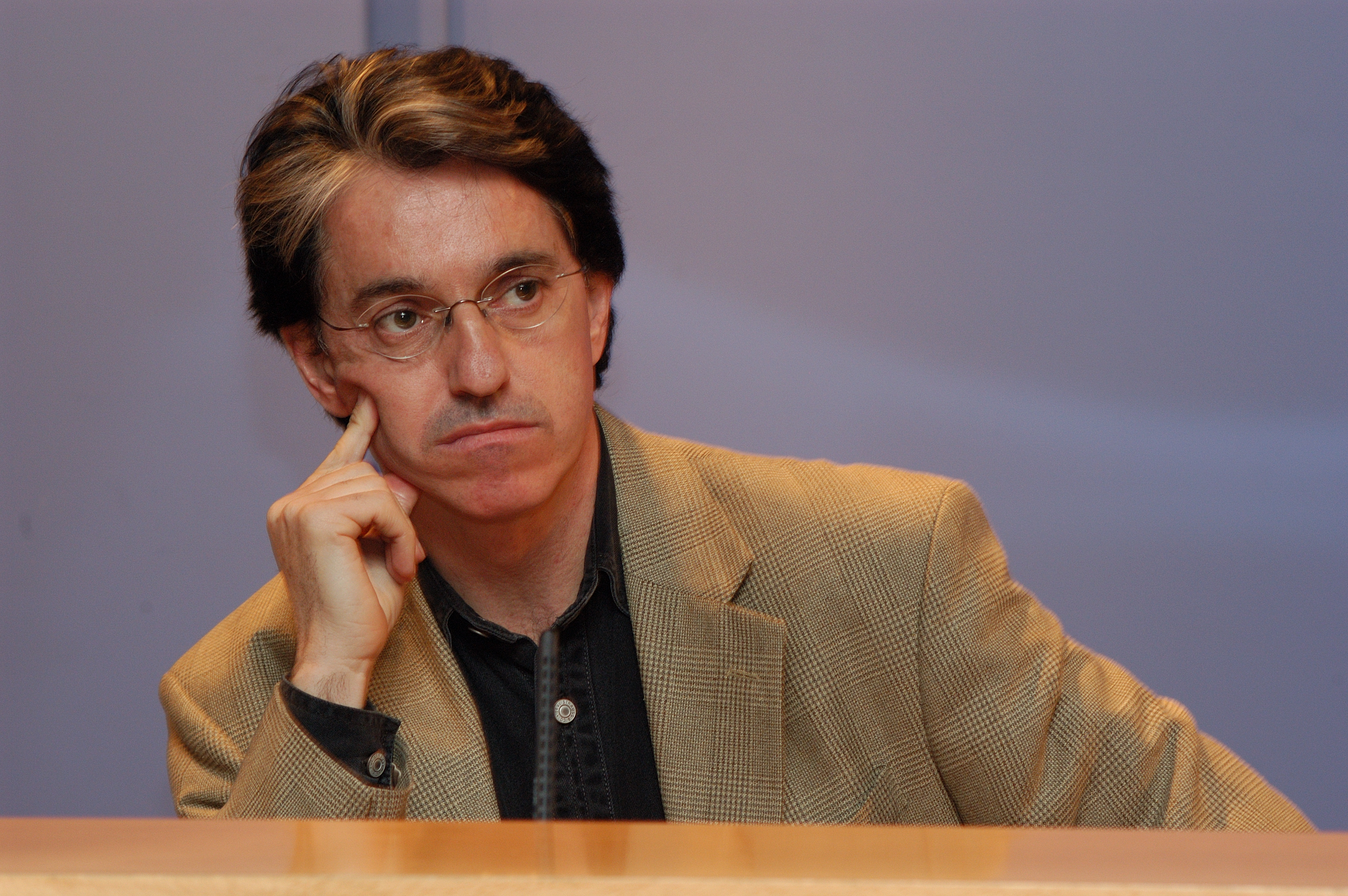
Julián Casanova

La mayoría, si no todas, las preguntas discutidas en general se traducen también a detalles de Madrid; en el caso del capital, podrían estar anclados en asuntos relacionados con el período de 100 días de las instituciones del gobierno central que operan desde la capital, la génesis y el papel del CPIP, transformación de la fuerza policial, relaciones entre JDM y autoridades centrales que operan desde Valencia, mecánica de las ejecuciones de Paracuellos, responsabilidad de individuos solteros como Carillo, Orlov o Galarza, funcionamiento de sucursales locales de instituciones centrales como DEDIDE, SIM o DSG, papel de la Quinta Columna, detalles relacionados con la proximidad a las líneas del frente, el equilibrio local de poder entre las principales agrupaciones políticas o la dinámica de Madrid del golpe de Casado. Sin embargo, el análisis a escala local no ha contribuido significativamente a alcanzar un consenso en el debate general y, en la mayoría de los casos, el acuerdo parece no estar cerca; además, en términos de tensión y visceralidad, el debate historiográfico se ha llevado recientemente a otro nivel y algunos sugieren que se trata menos de una historiografía y más de "memorias de guerra".